# Carlos Estremadoyro
Carlos César Arturo Estremadoyro Mory es un ingeniero civil peruano. Fue ministro de Transportes y Comunicaciones del Perú durante el gobierno de Martín Vizcarra desde el 15 de julio de 2020 hasta el 10 de noviembre del mismo año.

## Biografía
Es ingeniero civil por la Pontificia Universidad Católica del Perú.

### Vida política
Se desempeñó como viceministro de Transportes y Comunicaciones y fue gerente regional de Lima de la Autoridad para la Reconstrucción con Cambios en el 2018. Entre el 2016 y el 2018 laboró en la alta dirección del Ministerio de Transportes y Comunicaciones (MTC).